# Prix Anna-Politkovskaïa

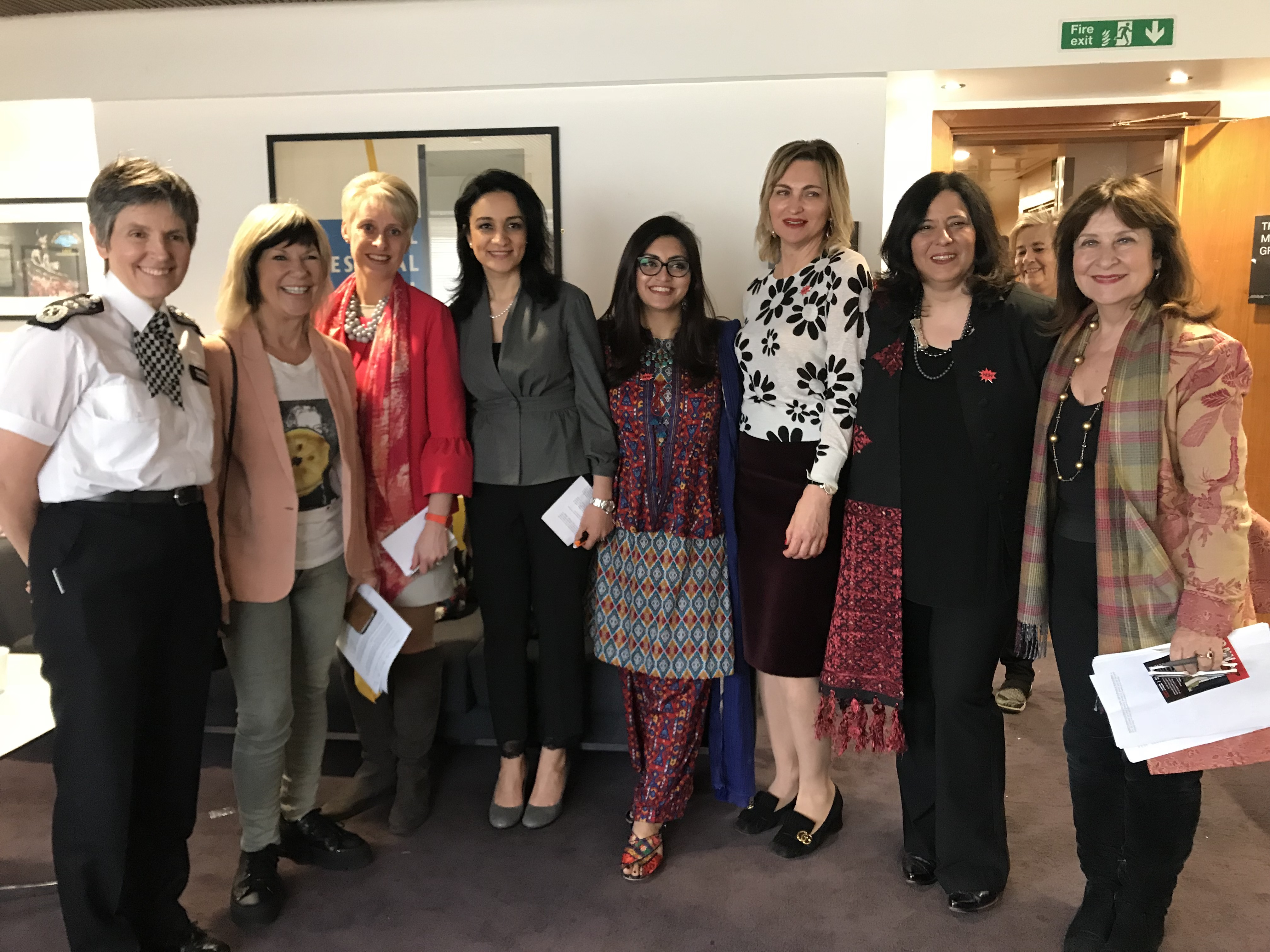
Le prix Anna Politkovskaya 2017 à Londres en mars 2018

Le prix Anna-Politkovskaïa (en anglais : Anna Politkovskaya Award) a été créé afin de se souvenir et d'honorer la journaliste russe Anna Politkovskaïa (1958-2006), assassinée à Moscou à l'âge de 48 ans le 7 octobre 2006, dans le but de réduire au silence sa courageuse déclaration à propos de la seconde guerre de Tchétchénie.
Le prix est décerné chaque année par l'organisation Reach All Women in War, et honore des femmes qui défendent les droits de l'homme dans des zones de conflits et qui « comme Anna, défendent les victimes de ce conflit, souvent en prenant de grands risques personnels ».
En 2016, afin de marquer le dixième anniversaire du prix, un prix spécial fut décerné à une femme de Russie qui, comme Anna Politkovskaïa et Natalia Estemirova, a travaillé à construire la paix dans des  zones de conflit et à aider des civils pris au piège par les forces armées. Il fut attribué à Valentina Cherevatenko qui intervient depuis 1990 dans une succession de conflits en ex-Union soviétique.
Ce prix ne doit pas être confondu avec un autre prix Anna-Politkovskaïa, qui est décerné depuis 2009 par un jury constitué de journalistes de presse ou de radio à un long métrage documentaire dans le cadre du Festival international de films de femmes de Créteil. La France a également créé en 2003 le prix Anna-Politkovskaïa – Arman-Soldin du courage journalistique (d), décerné sous les auspices du ministère chargé des affaires étrangères,

## Lauréates
- 2007 :  Natalia Estemirova (1958-2009), Russie / Tchétchénie
- 2008 :  Malalai Joya (1978-), Afghanistan
- 2009 :  Un million de signatures de la Campagne pour l'égalité, Iran
- 2010 :  Halima Bashir, Soudan / Darfour
- 2011 :  Razan Zaitouneh (1977-), Syrie
- 2012 :  Marie Colvin (1956-2012), États-Unis
- 2013 :  Malala Yousafzai (1997-), Pakistan
- 2014 :  Vian Dakhil (1971-), Irak
- 2015 :  Kholoud Waleed (1984-), Syrie
- 2016 :  Jineth Bedoya Lima (1974-), Colombie et prix spécial du 10e anniversaire pour  Valentina Tcherevatenko (1956-), Russie
- 2017 :  Gulalai Ismail (1986-), Pakistan[4] et  Gauri Lankesh (1962-2017), de l'Inde [5]
- 2018 :  Svetlana Aleksievitch (1948-) et  Binalakshmi Nepram (en)
- 2023 :  Lucy Kassa